# Susanne van Soldt Manuscript
Il Susanne van Soldt Manuscript è un'antologia di pezzi per tastiere del 1599 costituita da 33 copiati da o per una giovane ragazza fiamminga o olandese che viveva a Londra. La sua importanza risiede soprattutto nel fatto che essa è l'unica fonte conosciuta di musica antica olandese per tastiere prima di Sweelinck.

## Autore
Susanne van Soldt era la figlia di Hans van Soldt (nato intorno al 1555), un ricco mercante protestante di Anversa. Hans probabilmente si rifugiò a Londra dopo il sacco di Anversa, compiuto dagli spagnoli nel 1576, e Susanne lì nacque e fu battezzata nella Dutch Church at Austin Friars il 20 maggio 1586. Qualche tempo dopo il 1605 Hans e la sua famiglia lasciarono Londra per Amsterdam, dove egli appare come socio della Dutch East India Company nel 1609. Nessuna traccia di Susanne venne più trovata ma una sua sorella o cugina, battezzata a Londra nel 1588, viveva ad Amsterdam nei primi anni del XVII secolo.
È un peccato che la sintesi che precede, di un articolo di ricerca di Alan Curtis, sia perennemente raccontata come un fatto. La famiglia van Solt/Soldt è stata registrata in più di 12 varianti del nome. Essa cominciò e registrare una cronaca familiare, a partire da Paulus van Solt nato nel 1514, che è stata ricopiata nel 1800 e riportata nell'articolo "Familie Soldt" di Jurrian van Tolt del 1935 sul periodico olandese di genealogia De Navorsher. Un articolo più dettagliato che coinvolge la famiglia di Susanne van Soldt fu pubblicato nel 2007 nel periodico olandese di genealogia De Nederlandisch Leeuw diretto da Emile van der Spek. Susanne van Soldt era la figlia di Johannes Paulusz van Solt/Soldt de Oude (nato il 23 novembre 1550 ad Anversa) e Rombouts Elizabeth. Alan Curtis potrebbe essersi facilmente confuso per il fatto ci sono state almeno tre Johannes o varianti Hans, Jan e John a Londra in questo periodo. Nel 1604 Susanne sposò Pieter Loos (Peeter Loos di Loose) ad Amsterdam. Alla fine di agosto del 1615 Susanne morì poco dopo alcune complicanze intervenute dopo la nascita del suo terzo figlio. Fu sepolta a Zuidekerk vicino ad Amsterdam. Suo zio era un pittore olandese noto come Jacques/Jacob van Solt/Soldt noto per i suoi paesaggi italiani.
Un nipote di Susanne fu Paulus van Solt/Soldt (registrato anche come Paolo van Soldi) marinaio olandese famoso per aver scritto un diario citato in molti libri di storia sulle esplorazioni navali di Asia e Australia. Il padre di Susanne, Hans de Oude e il fratello Hans de Jonge erano noti anche per il loro collegamento con artisti famosi e per il loro commercio in opere d'arte. La famiglia e i suoi collegamenti al mondo dell'arte sono ampiamente riportate nel libro del 2002 "Art at auction in 17th century Amsterdam" di John Michael Montias. Scritti sulla storia della famiglia van Soldt sono conservati presso il Central Bureau voor Genealogie e presso l'Archivio Groen Hart.

## Il manoscritto
La collezione è costituita da 27 folio, riportanti il timbro delle Fiandre del XVI secolo, rilegati in un piccolo volume delle misure di circa 28,5 x 21 cm. In esso è facile distinguere l'intervento di due differenti copisti, principalmente quello di un fiammingo o olandese, mentre alcuni pezzi, assieme all'indice e ad alcune annotazioni, portano a pensare a una successiva scrittura inglese, forse dell'insegnante di Susanne.
Anche se sembrerebbe che il manoscritto sia stato compilato per Susanne, i brani in esso contenuti erano già noti sul continente in una data molto anteriore, forse tra il 1570 e il 1580. È stato ipotizzato quindi che il manoscritto sia stato scritto nelle Fiandre o nei Paesi Bassi e portato a Londra dai genitori di Susanne alla fine degli anni 1570, dove il maestro di musica di Susanne aggiunse poi tre pezzi, portandone il totale a 33, l'indice, alcune annotazioni nel foglio 2 e indicazioni di diteggiatura nei primi due righi del primo pezzo.
Quando Hans van Soldt e la sua famiglia lasciarono Londra, il manoscritto rimase presumibilmente in Inghilterra, anche se non vi è traccia di esso fino al 1826 quando fu venduto, tra gli effetti del collezionista di musica Thomas Jones di Nottingham Place, Londra, che era morto l'anno precedente.
La British Library acquistò il manoscritto nel 1873 dove è ora catalogato come Additional 29485.

## Contenuto
Mentre la maggior parte dei pezzi, tra cui alcuni salmi, sono anonimi, molti dei brani di danze franco-fiamminghe si trovano in altre collezioni del periodo, in particolare nel Dublin Virginal Manuscript risalente a circa il 1570. Con l'eccezione di pezzi di 30, 31 e 33 (brani scritti successivamente da una seconda mano inglese), non vi è alcuna traccia di influenza di musica contemporanea inglese. I salmi in quattro parti sono i primi pezzi olandesi conosciuti per salterio e sono di alta qualità.
1. Brande Champanje
2. Almande de symmerman
3. Almande de La nonette
4. De frans galliard
5. Galliarde quÿ passe
6. Myn siele Wylt den Herre met Lof sanch Prijsen … 103 sallem
7. Als een Hert gejacht … den 42 sallem
8. Myn God Voet mij als myn Herder ghepressen … 23 sallem
9. Wt de diepte o Heere … 130 sallem
10. Susanna Vung Jour (Orlando di Lasso)
11. Pavana Bassano
12. Galliarde Bassani
13. Almande Brun Smeedelyn
14. Almande prynce
15. Almande de amour
16. Almande
17. Brabanschen ronden dans opte Brand
18. Ontfarmt V over mij arme Sondaer … den 51 sallem / Ich bydde V Helpt mij o God … den 69 sallem
19. Pavane dan Vers
20. Tobyas om stervengheneghen
21. Almande trycottee
22. De quadre pavanne
23. De quadre galliard
24. Heer zich Wil U Wt's Herten gront … den 9 sallem
25. Ghij Volcheren des aertrijcx al … den 100 sallem
26. Bewaert mij Heer Weest doch myn toeverlaet … den 16 sallem
27. Des boosdoenders Wille seer quaet ... den 36 sallem / Staet op Heer toont V onverzacht … den 68 sallem
28. Godt die der goden Heer is sprechen sal … den 50 sallem
29. Ghij Herder Israels Wylt Hooren … den 80 sallem
30. Preludium (John Bull)
31. [senza titolo]
32. Allemande Loreyne
33. Pavane Prymera (William Byrd?)